# 誅九族
誅九族是族誅的一種，其連坐範圍一般牽連九族。誅九族由隋炀帝首創，曾在隋朝與新罗實際用於處罰謀反者，有時候也會伴以其他刑罰。誅九族一般用於阻嚇本國臣民從事謀反等危害君權的行為，以鞏固專制君主的地位，然而誅九族也有用於威懾敵國臣民的情況。作為連坐的一種形態，誅九族並非基於行為責任的刑罰。

## 範圍
誅九族的連坐範圍視乎「九族」本身的定義，而「九族」一般從《白虎通》「父族四，母族三，妻族二」之說。中国大陆法律學者羅翔稱「父族四，母族三，妻族二」為與父親同姓的族人、父親的已婚姊妹及其兒子、自身的已婚姊妹及其兒子、自身的已婚女兒及其兒子、母親的父親及其族人、母親的母親及其族人、母親的已婚姊妹及其兒子、妻子的父親及其族人，以及妻子的母親及其族人。

## 歷史與用途
《廣陽雜記》載有不同連坐範圍的族誅的首創者，其中稱誅九族由隋煬帝首創。誅九族一般用於阻嚇本國臣民從事謀反等危害君權的行為，以鞏固專制君主的地位，然而《宋史》載稱北宋也有將誅九族用於威懾敵國西夏的臣民的情況。作為連坐的一種形態，誅九族並非基於行為責任的刑罰。

### 實例
誅九族曾在隋朝與新羅實際用於處罰謀反者，有時候也會伴以其他刑罰。《唐六典》載稱隋朝時杨玄感因謀反而被誅九族、車裂與斬首，並行磔刑與箭刑。《三国史记》載稱631年（新羅真平王五十三年）伊飡柒宿與阿飡石品二人因謀反而被誅九族；647年（新羅真德女王元年）毗曇起兵謀反失敗並被追斬至死，後被誅九族；768年（新羅惠恭王四年）一吉飡大恭與阿飡大廉兄弟二人因謀反而被誅九族。